# يوم في المدينة (فلم)
يوم في المدينة (بالإنجليزية: On the Town) هو فيلم موسيقي تم إنتاجه في الولايات المتحدة وصدر في سنة 1949. الفيلم من إخراج جين كيلي.

## طاقم التمثيل
- جين كيلي
- فرانك سيناترا

### ترشيحات وجوائز
| السنة | الحدث  | الفئة               | النتيجة |
| ----- | ------ | ------------------- | ------- |
|       | أوسكار | أفضل موسيقى تصويرية | فوز     |

## الميزانية والإيرادات
بلغت تكلفة إنتاج الفيلم حوالي 2,111,250 دولار بينما حقق أرباحا تقدر بـ 2,900,000 دولار.

## وصلات خارجية
- مقالات تستعمل روابط فنية بلا صلة مع ويكي بيانات

1. ↑  "معلومات عن يوم في المدينة (فيلم) على موقع omdb.org". omdb.org. مؤرشف من الأصل في 2019-12-16.
2. ↑  "معلومات عن يوم في المدينة (فيلم) على موقع moviepilot.de". moviepilot.de. مؤرشف من الأصل في 2016-06-24.
3. ↑  "معلومات عن يوم في المدينة (فيلم) على موقع rottentomatoes.com". rottentomatoes.com. مؤرشف من الأصل في 2016-05-17.